# ニョッキン7
『ニョッキン7』（ニョッキンセブン）は、2001年4月から2010年3月19日まで岡山放送 (OHK) で毎週金曜日 19:00 - 19:54 (JST) に放送されていた岡山県・香川県ローカルの情報バラエティ番組。

## 番組概要
2001年4月に、それまで上述の月曜19時のローカル枠を金曜に移動する形でスタート。
基本コンセプトは岡山・香川の特定エリアの隠れた情報を中央からの芸能人の目でぶらり歩きしながら取り上げ、エリアの良さを再認識しようとの当時の制作部長の発案から制作。初代リポーター・安藤久美子（当時OHKアナウンサー）の天然ボケキャラとあいまって、エリアを代表する名物番組に育った。このコンセプトの好調さから、当初山陽放送（当時）の『VOICE21』と同じ形式で構成されていたテレビせとうちの『千客万来!家族的食堂』も、この『ニョッキン7』と同様の岡山・香川の特定エリアを取り上げ、地域情報を届ける内容に変更している。
番組は、毎週リポーターと有名芸能人と岡山・香川の特定地域をぶらり散策するといった内容である。ただし、この番組では毎回リポーターがゲストにどつかれたり、いじられたりするという構図があった。麒麟がゲスト出演した2009年7月17日放送分では、2代目リポーターの魚住咲恵（当時OHKアナウンサー）が急性腸炎で入院したために、深津瑠美（当時OHKアナウンサー）が代役で出演した。その際、深津は魚住の等身大パネルを持って移動していたのだが、行く先々で置き去りにしたり、おみくじで「小吉」を「きっしょう」と読み、麒麟の2人にたびたび突っ込まれたりしていた。
番組終了直前に「今週のニョッキング」を発表し、その日一番印象に残った店にニョッキングの称号を与えていた。流れとしては、ゲストが再び店を訪ね、店主にニョッキングに決めた理由や店の感想を述べる。そして、入り口にニョッキングシールを貼る（ただし、店主不在等の例外もある。この場合、後日スタッフがシールを渡しに行ったり、ゲストが入り口に勝手に貼っていったりすることがある）。
2006年12月1日放送分からハイビジョン制作となり、地上デジタル放送ではハイビジョン放送となった。さらにアナログ放送では、2009年4月24日放送分から上下に黒帯の入るレターボックス放送になり、同年7月24日放送分から上下にアナログ放送終了告知テロップが冒頭に表示されるようになった。同年8月7日放送分で放送開始から300回を迎えた。
2008年頃から、一般応募した地元高校生が途中参加する企画「ニョッキンセブンティーン」も加わる。2009年4月24日放送分から番組最後に出ていたキーワードによるプレゼントの応募告知がなくなっている。
OHKは本番組を青少年に見てもらいたい番組に指定している。瀬戸内準広域圏のローカル情報番組では唯一の指定であった。
2010年3月19日の放送で、2代目リポーターの魚住が番組を卒業、および放送開始10年目となる同年4月16日放送分から番組は『ニョッキン7+th』（ニョッキンセブンプラス）に改題の上リニューアルし、高橋圭子（当時OHKアナウンサー）がリポーターに就任することが発表された。
2010年3月21日 11:20 - 11:50 に、「ニョッキンセブンティーン」のコーナーに出演した高校生のその後を追う『ニョッキンセブンティーン〜ティーンからの巣立ち〜』が放送された。この番組は、2010年3月28日 9:30 - 10:00に再放送された。

## 放送時間など
- キー局のフジテレビで同時間に放送されている『ペケ×ポン』は2009年7月から日曜正午に遅れ放送を開始し、2010年4月からは土曜午後の時間帯で遅れ放送を行っていた[2]。
  - 『ザ・キャッシュマン!』以降フジテレビ系の金曜19時枠は土曜16:00から遅れ放送していたが、関西テレビ製作の『快傑えみちゃんねる』が移動したために、2008年4月の放送で打ち切られ、『検定ジャポン』『人生もっと満喫アワー トキめけ!ウィークワンダー』は放映されていなかった。
- 金曜にナイター中継が編成された時「ニョッキン7」は休止になり、雨天中止になった場合はフジテレビで同時間に放送している番組をそのまま放送していた。ただし、2008年4月からの1年間は19:57に『金曜プレステージ』を放送するため、ナイター中継を放送することはなかった。なお、ナイター以外のスポーツ中継編成時も休止。
- 2009年3月までは翌週火曜未明（月曜深夜）0:50 - 1:50に再放送されていた（前述の例で休止の場合は単発特番やテレショップに差し替え）。
- 一時期、金曜16:00枠でも再放送されており一週間で計3回再放送されたことがある。
- 2006年10月より木曜14:05 - 15:00枠で再び計3回再放送を再開。ただし、この時間帯は2週前の再放送となる。2008年1月より木曜から金曜14:30 - 15:25（後に15:00 - 15:55）枠へ移動している。
- 2009年4月からは土曜9:55 - 10:45枠と木曜未明（水曜深夜）0:35 - 1:35枠の週2回の再放送になった。
  - 再放送のうち、土曜朝の放送は50分バージョン、水曜深夜の放送は60分バージョンとなっているが、番組中のCM時間で放送時間を調整していて、番組内容は同じである。
- OHK以外で金曜19時枠の差し替えを実施している局は関西テレビと東海テレビおよびテレビ西日本、クロスネットのテレビ宮崎の4局だけである（2010年時点）。かつてはクロスネット局以外はOHKだけしか独自放送していなかった。
- 改編期にフジテレビ制作の2 - 4時間の特番（19:00 - 20:54または19:00 - 22:54）が放送されるが、OHKでは、2007年以前について基本的にフルネットしており当番組は休止されていた。2008年以降は、改編期・年末年始以外（5月や11月など）にも特番を編成していたこともあってか、当番組は通常通り放送され、19:57から1 - 3時間短縮・編集版（または飛び乗り）を放送することが多くなっている。
- 2009年6月26日は、フジテレビや大半の系列局で19時から番組予定を変更して『緊急特別番組!マイケル・ジャクソンはなぜ死んだのか!?世界が震えた衝撃の全真相』が生放送されていたが、OHKでは19時台は当初予定通り本番組を放送（このときのゲストは栗田貫一）し、その後19時57分から飛び乗りで放送した。

## これまで登場したゲスト
お笑い芸人からベテラン俳優まで旬の芸能人が出演している。女性芸能人（女優やタレント・お笑いコンビ）が登場することは年に1 - 2回と少なかったが、2008年辺りから女性芸能人の出演が急増している。特に、中尾彬、辻本茂雄、パンチ佐藤、Take2の出演回数・頻度は番組で一二を争う。
※●…2回以上出演

※五十音順
タレント
- 青田典子●
- 赤井英和
- 内山信二
- 梅宮アンナ
- 小倉優子
- ギャル曽根
- 熊田曜子
- 佐藤弘道
- さとう珠緒
- セイン・カミュ
- ダニエル・カール
- デヴィ夫人
- 椿姫彩菜
- パンツェッタ・ジローラモ●
- 彦摩呂●
- 藤森夕子
- ボビー・オロゴン
- 野々村真●
- はしのえみ
- ほしのあき
- 前田健
- 森脇健児
- 山口もえ
- 山田まりや
- ルー大柴

俳優
- 阿藤快
- 石田純一
- 和泉元彌
- 今村雅美
- 江守徹●
- 大澄賢也
- 筧利夫
- 加勢大周
- 片岡鶴太郎
- 加藤晴彦
- 金子貴俊●
- 川崎麻世
- 京本政樹
- 黒沢年雄
- 国生さゆり
- 宍戸開
- 照英●
- 神保悟志
- 高知東生●
- 髙嶋政宏
- 高橋かおり
- 辰巳琢郎
- 地井武男
- 中尾彬●
- 中条きよし
- 野口五郎
- 萩原流行
- 坂東三津五郎
- 藤岡弘、
- 辺見えみり
- 保阪尚希
- 前田美波里
- 三倉茉奈・佳奈
- 三田村邦彦
- 柳沢慎吾
- 渡辺徹●
- 渡辺裕之

ミュージシャン
- 桑名正博
- 香田晋●
- 里田まい
- 島倉千代子
- 高橋ジョージ
- デーモン小暮閣下
- 天童よしみ
- なぎら健壱
- 鼠先輩
- ブラザートム
- 堀内孝雄
- 松崎しげる
- モト冬樹●
- 吉澤ひとみ

文化・芸術
- 蛭子能収
- KABA.ちゃん
- 木下博勝（ジャガー横田とともに）
- デューク更家
- 西川史子
- パパイヤ鈴木●
- 速水けんたろう
- 真島茂樹●
- 山咲トオル●

スポーツ
- 川田利明
- ジャガー横田（木下博勝とともに）
- パンチ佐藤●
- 板東英二
- 藤波辰爾
- 舞の海秀平
- 宮本和知

落語家・芸人
- 東貴博（Take2としても出演）
- アメリカザリガニ●
- アンガールズ
- アンジャッシュ●
- 池乃めだか●
- 石田靖●（山田花子とコンビで登場することもある）
- 板尾創路
- インパルス
- 上島竜兵●（ダチョウ倶楽部としても出演）
- エド・はるみ
- 大木こだま・ひびき
- オーケイ
- オリエンタルラジオ
- 勝山梶
- カラテカ
- かつみ♥さゆり●
- 桂小枝●
- COWCOW
- 麒麟●
- くまだまさし・椿鬼奴（2人で出演）
- 栗田貫一
- 小籔千豊
- 坂本ちゃん●
- 坂田利夫●
- サバンナ
- サンドウィッチマン
- ザ・パンチ
- ザブングル
- 清水アキラ
- 三笑亭夢之助
- 島崎俊郎●
- 笑福亭笑瓶
- 笑福亭鶴光
- ジョイマン
- スピードワゴン
- たむらけんじ
- ダイノジ
- ダチョウ倶楽部●（3人ともそれぞれピンで登場したこともある）
- ダンディ坂野
- 千鳥
- チュートリアル
- チューヤン
- 辻本茂雄●
- 土田晃之
- TIM
- Take2●（2人ともそれぞれピンで登場したこともある）
- テツandトモ
- 寺門ジモン（ダチョウ倶楽部としても出演）
- 天津
- 長州小力
- 長井秀和
- 長原成樹
- にしおかすみこ
- NON STYLE
- 間寛平●
- 波田陽区
- はなわ●
- 原口あきまさ●
- ハリセンボン
- 肥後克広●（ダチョウ倶楽部としても出演）
- 深沢邦之（Take2としても出演）
- 藤崎マーケット
- フットボールアワー●
- ペナルティ
- 北陽●
- ほっしゃん。
- ホリ
- マギー審司●
- 松村邦洋●
- 宮川大助・花子
- 村上ショージ
- モンキッキー
- 山崎静代
- 山崎邦正●
- 山田花子●
- 山本高広
- やるせなす
- ヨネスケ
- 吉田ヒロ
- レギュラー●
- 若井おさむ
- 笑い飯
- ワッキー（ペナルティとしても出演）
- 渡辺直美

### 出演者
- 上岡元（OHKアナウンサー、ナビゲーター代理）
- 安藤久美子（当時OHKアナウンサー、初代ナビゲーター、2001年4月 - 2005年3月）
- 魚住咲恵（当時OHKアナウンサー、2代目ナビゲーター、2005年4月 - 2010年3月）
- 萩原渉（OHKアナウンサー、ナレーター）

## テーマ曲
- 竹内まりや「今夜はHearty Party」 - オープニングとCM前ジングル、番宣CMではイントロを編集した（オープニングで使用される方は音程も変わっている）ものを、エンディングではそのままBGMとして流していた。